# 小行星34666
小行星34666（34666 Bohyunsan）是一颗绕太阳运转的小行星，为主小行星带小行星。该小行星于2000年12月4日发现。

## 轨道参数
小行星34666的轨道半长轴为3.1847661 UA，离心率为0.137。